# Chronik der Stadt Osnabrück/1851–1875
Diese Liste ist eine Teilliste der Chronik der Stadt Osnabrück. Sie listet datierte Ereignisse von 1875 bis 1900 in Osnabrück auf.

## 1852
- 27. Januar: Durch einen Staatsvertrag zwischen dem Königreich Hannover und dem Königreich Preußen wird der Bau der Hannoversche Westbahn durch Osnabrück beschlossen.[1]
- 11. Juli: Die erste Osnabrücker Wallfahrt nach Telgte wird vom Schneidermeister M. Conrad Specht im schwarzen Talar angeführt.[2]

## 1855
- 21. November: Eröffnung der Hannoverschen Westbahn nach Löhne. Der Hannoversche Bahnhof geht als erster Bahnhof der Stadt in Betrieb.

## 1856
- 23. Juni: Die Hannoversche Westbahn in Richtung Lingen geht in Betrieb.

## 1857
- 17. Februar: Der Magistrat der Stadt beschließt eine städtische Gasanstalt zu errichten.[3]
- 1. September: Das Zweiggleis zum Piesberg (Piesberger Zechenbahn) geht in Betrieb.

## 1858
- Das städtische Gaswerk nimmt seinen Betrieb auf.
- Januar: 300 Gaslaternen werden zur Beleuchtung der Straßen in Betrieb genommen.[3]

## 1859
- 17. Juli: 1. Choleraepidemie in Osnabrück. 259 Menschen erkranken an ihr.
- 20. August: Mit der Einlieferung eines am Nervenfieber erkrankten Knaben nimmt das in der Neustadt neu gegründete Marienhospital seinen Betrieb auf.[4]

## 1861
- Auf dem Gelände des Klosters Gertrudenberg wird vom Königreich Hannover die „Provinzialständische Irrenanstalt“ erbaut.

## 1865
- 2. Dezember: Im Haus Am Markt 25/26 wird von den Turnern die Feuerwehr Osnabrück gegründet.[5]

## 1866
- 2. Choleraepidemie in Osnabrück.
- 4. November: Der wenige Jahre zuvor gegründete katholische Gesellenverein Osnabrück eröffnet sein erstes eigenes Heim an der Seminarstraße 4.[6]

## 1867
- 28. Oktober: Die von Bürgermeister Johannes von Miquel initiierte Realschule, heute Ernst-Moritz-Arndt-Gymnasium, nimmt ihren Lehrbetrieb auf.[7]

## 1868
- Gründung des „Eisen- und Stahlwerks zu Osnabrück“
- 1. April: Im ehemaligen Kloster Gertrudenberg wird die Provinzialständische Irrenanstalt, das heutige Ameos Klinikum Osnabrück eröffnet.[8]

## 1870
- Der Naturwissenschaftlichen Verein Osnabrück, damals noch Botanische Gesellschaft genannt, wird gegründet. Seine Sammlungen sind später der Grundstock für das Museum am Schölerberg.[9]

## 1871
- 1. September: Eröffnung der Bahnstrecke Osnabrück-Münster der Hamburg-Venloer Bahn.

## 1872
- Das Kinderhospital Osnabrück wird gegründet.

## 1873
- Bau- und Teufbeginn des Stüveschachtes.
- In der Gartlage siedelt sich die Draht- und Stiftfabrik Witte und Kämper an, aus dieser entwickelte sich die heutige KME SE.[10]
- 15. Mai: Eröffnung der Bahnstrecke Osnabrück-Hemelingen der Hamburg-Venloer Bahn.
- Oktober: Eröffnung der ersten Schlosswallhalle.[11]